# 坂本健太郎
坂本 健太郎（さかもと けんたろう、1980年7月18日 - ）は、福岡県を登録地としている競輪選手。日本競輪学校（以下、競輪学校）第86期生。競輪学校第90期生の坂本亮馬は実弟。師匠は中原優（競輪学校44期生）。ホームバンクは久留米競輪場。

## 来歴
2001年8月3日、別府競輪場でデビューし初勝利を挙げた。
2011年、西日本王座決定戦（豊橋競輪場）決勝戦で、競輪学校同期の村上博幸に次いで2位に入った。また同年、6つ全ての4日間以上開催GIに出場した。

## エピソード
- 2010年7月26日に昼間開催の川崎競輪場で行われた記念競輪（GIII）を弟の亮馬が優勝。そして同日、函館競輪場のナイター開催のFI（S級シリーズ）で当人が優勝し、兄弟同日優勝とあいまった。